# Martín Ortega Salazar
Martín Ortega Salazar (Buenos Aires; 23 de marzo de 1969) es un productor argentino.
Hijo mayor del cantante Palito Ortega y de la actriz Evangelina Salazar, trabaja con su hermano Sebastián. Se caracteriza por su bajo perfil público.

## Trabajos
Supervisión artística
- Fanny la fan (2017)
- Educando a Nina (2016)

Producción artística
- 100 días para enamorarse (2018)
- El tiempo no para (2006)

Asesoramiento artístico
- El marginal (2016)

Musicalización
- Los Roldán (2005)
- Disputas (2003)

Posproducción
- EnAmorArte (2001)